# Henryk Lipszyc
Henryk Lipszyc (ur. 17 maja 1941 we Lwowie) – polski japonista, tłumacz i dyplomata.

## Życiorys
Wywodzi się ze środowiska żydowskiego, syn Samuela. W 1964 ukończył studia japonistyczne w Instytucie Orientalistyki Uniwersytetu Warszawskiego. Pełnił funkcję asystenta w Zakładzie Orientalistycznym PAN. W latach 1972–1978 studiował na różnych uczelniach japońskich m.in. na Uniwersytecie Waseda i Uniwersytecie Tokijskim.
Po powrocie do Polski został wykładowcą na kierunku japońsko-koreańskich studiów Instytutu Orientalistyki Uniwersytetu Warszawskiego.
Był działaczem NSZZ „Solidarność” Region Mazowsze. Po wprowadzeniu stanu wojennego, od 21 grudnia 1981 do 25 lutego 1982 internowany w Białołęce.
Obecnie wykłada w warszawskim Collegium Civitas. Tłumaczył na język polski dzieła japońskich pisarzy: Kenkō Yoshidy, Makoto Satō, Kōbō Abe, Yasunariego Kawabaty oraz Yukio Mishimy.
W 1987 roku zajmował stanowisko „visiting professor” na Wydziale Studiów Orientalistycznych na Uniwersytecie Telawiwskim.
W latach 1991–1996 pełnił funkcję ambasadora Polski w Japonii.
Członek rady programowej Stowarzyszenia przeciw Antysemityzmowi i Ksenofobii Otwarta Rzeczpospolita.
Żonaty z pisarką i tłumaczką – Katarzyną Akst-Lipszyc (zm. 2017). Ojciec Pawła, Michała i Adama.

## Przekłady
- Yasunari Kawabata – Meijin – mistrz go
- Mark Kac – Zagadki losu (z angielskiego wspólnie z Katarzyną Akst-Lipszyc)
- Yukio Mishima – Zimny płomień
- Osamu Dazai – Zatracenie
- Jun’ichirō Tanizaki – Pochwała cienia

## Odznaczenia i wyróżnienia
20 kwietnia 2002 roku został odznaczony japońską Złotą i Srebrną Gwiazdą Orderu Wschodzącego Słońca.
26 października 2005 roku został odznaczony Złotym Krzyżem Zasługi za zasługi w promowaniu gospodarki polskiej.
W 2013 roku z żoną otrzymali Medale za Długoletnie Pożycie Małżeńskie.
W 2020 roku otrzymał Nagrodę „Literatury na Świecie” za przekład Zapisków dla zabicia czasu oraz nagrodę literacką ZAiKS-u za przekład literatury obcej na język polski.